# Luiza que está no Canadá

Imagem do comercial no momento em que Gerardo (à esquerda) diz "menos a Luiza, que está no Canadá"

Luiza que está no Canadá é um meme da Internet brasileiro que surgiu a partir de um comercial de um prédio residencial na Paraíba, do Boulevard Saint Germain, veiculado em janeiro de 2012. No anúncio, Gerardo Rabello convida a família para falar sobre o empreendimento, menos Luiza, que estava no Canadá. A frase logo se popularizou no Twitter e Facebook, tornando-se rapidamente um dos assuntos mais comentados da primeira rede social. A frase foi citada por celebridades e empresas, além de inspirar a criação de um jogo, e Gerardo se mostrou surpreso com a repercussão.
Luiza retornou ao Brasil no dia 17 de janeiro, comentando que estava ansiosa e nervosa. Posteriormente gravou um novo comercial para substituir o anterior, gravado pelo pai. Após isso, uma rede oficial do governo publicou uma piada citando o meme, causando controvérsia. Anos mais tarde, Luiza comentou que preferia ficar anônima, apesar de o sucesso ter ajudado seu pai. Logo após o caso, aceitou trabalhos envolvendo a origem do meme, e passou a cursar odontologia. Luiza casou-se em 2021. "Luiza que está no Canadá" foi considerado o primeiro meme de 2012 e entrou em diversas listas de melhores memes do Brasil.

## Origem
A partir de 11 de janeiro de 2012, começou a ser veiculada na Paraíba um comercial na televisão, de trinta segundos, sobre o empreendimento imobiliário de luxo Boulevard Saint Germain, da Construtora Água Azul, do Grupo Conserpa. No comercial, editado pelo publicitário Alberto Arcela, Gerardo Rabello convida a mulher e os dois filhos para comentar o condomínio, e diz: "Por isso fiz questão de reunir minha família, menos a Luiza, que está no Canadá, para recomendar este empreendimento". Na época, Luiza Rabello tinha 17 anos e estava fazendo intercâmbio no Canadá. No vídeo, ela está representada em fotos nos porta-retratos. Segundo Gerardo, como a família Rabello era bem conhecida na Paraíba, os telespectadores perceberiam a ausência da adolescente, fazendo com que os produtores do comercial colocassem a frase.
| “ | Eu não falei criando uma expectativa, ou programando uma viralização, eu gravei o roteiro que me foi colocado. —Gerardo em entrevista de 2020. | ” |

## Repercussão e resposta iniciais
A informação sobre a Luiza estar no Canadá foi considerada completamente desnecessária no anúncio, fazendo-a popular na Internet. Pouco tempo após o início da veiculação da propaganda, tornou-se o assunto mais comentado do Twitter, liderando o Trending Topics nacional com a hashtag #LuizaEstanoCanada e ficando popular com diversas montagens no Facebook. Um Tumblr também foi criado especificamente para o meme. Várias montagens no YouTube foram feitas, e o meme foi citado pelo cantor Lenine, que comentou antes de começar uma apresentação: "Que maravilha, está todo mundo aqui, rapaz. Só não está a Luiza, que está lá no Canadá". A frase foi utilizada em músicas e em paródias de cenas de filmes ou outros vídeos famosos. Empresas também citaram o meme. A Decolar.com lançou a promoção "Que tal visitar a Luíza que está no Canadá?" e a Claro citou: "Tá todo mundo participando do Desafio Claro. Menos Lui[z]a, que está no Canadá". Outras empresas que citaram o meme foram a Pontofrio, CVC e Magazine Luiza. O meme inspirou a criação do jogo online Luiza no Canadá.
Ao Bom Dia Brasil, Gerardo disse que a repercussão inicial foi negativa, mas isso logo se reverteu. Ele também comentou: "Já chegou rádio do Canadá querendo encontrar Luiza de qualquer forma, porque o governo do Canadá está atrás de Luiza". Após a popularização, Gerardo confirmou que Luiza já havia recebido propostas de várias empresas para estrelar comerciais. Mais tarde, ele comentou que decidiu antecipar a volta de Luiza para o Brasil, que ocorreria originalmente no dia 29: "Isto é uma avalanche, a família se reuniu e achou melhor antecipar a volta dela para o Brasil. Ela vai chegar ao país ainda esta semana e precisa ficar amparada pela família neste momento. Eu não imaginava que um simples comercial pudesse ter toda esta repercussão. Só queremos ficar do lado dela". Em resposta, usuários criaram um evento no Facebook para comemorar a volta de Luiza, e quase 8 mil pessoas confirmaram "presença", e o número logo cresceu para 12 mil. Luiza, que estava no Canadá, respondeu: "É muito estranho, mas eu estou levando tudo na brincadeira. Pessoas que eu nunca tinha visto na minha vida, que eu nunca tinha falando na minha vida, falando e eu sem entender o porquê". O impacto também foi positivo na empresa, ajudando a vender oito apartamentos de cerca de 700 mil reais em pouco mais de uma semana.

## Resultado

### Volta
Luiza voltou para o Brasil no dia 17 e ficou confinada por dois dias em um hotel no Ibirapuera; havia dito que ainda não tinha voltado para não causar tumulto. Ela comentou: "[...] se eu falasse que estava voltando, seria mais tumulto do que já está sendo, o que nem eu nem meus pais queríamos". Disse que estava relativamente nervosa em voltar e ansiosa pela repercussão da propaganda; "[f]oi bastante impactante". Luiza declarou que descobriu que estava popular na Internet através do Facebook e de duas amigas que lhe mostraram o meme, levando-a a ficar assustada, cogitando excluir sua conta no Twitter. Segundo publicação no dia 19, Luiza ainda não havia sido reconhecida nas ruas nem no hotel. Após sua volta, Luiza estrelou seu próprio comercial, substituindo o anterior protagonizado por Gerardo. Luiza também participou do Jornal Hoje, Encontro com Fátima Bernardes e Esquenta!

#### Repercussão após a volta
Após a volta de Luiza, o perfil do setor de imprensa da Presidência da República, via Twitter, publicou uma piada com o meme: "Com a volta da Luiza, quem tá indo para o Canadá é o Serra..." uma notícia falsa citando que José Serra, do Partido da Social Democracia Brasileira, iria para o Canadá depois de desistir de disputar a Prefeitura de São Paulo. Mais tarde, o perfil publicou um pedido público de desculpas. O funcionário teria postado na conta errada, pois desejava publicar em seu perfil pessoal. No entanto, ele foi demitido. O perfil era o quarto mais acessado no país, após a publicação. Mais tarde, Serra se pronunciou: "Aceito a desculpa pelo que aconteceu com o twitter do Planalto. O autor reconheceu o erro e não há motivo para demiti-lo. Assunto encerrado".
O jornalista Carlos Nascimento, âncora do Jornal do SBT, usou a abertura da edição de 19 de janeiro de 2012 para criticar o engajamento em torno do meme, dizendo que não acreditava ser possível que um assunto tão "fútil" poderia causar repercussão nacional. A frase final do comentário teve ampla repercussão nas redes sociais: "Luiza já voltou do Canadá e nós já fomos mais inteligentes". Ao ser questionado sobre o comentário, Gerardo afirmou: "Eu o respeito como profissional, mas a gente não pode levar tudo a sério. Tem de ter brincadeira também. Acho que ele estava num mau dia."

### Vida de Luiza
Ser anônimo é muito melhor. Não aguentava mais toda essa exposição. Não foi uma fase ruim, foi diferente, mas sempre trabalhei para que isso tivesse começo, meio e fim. Nunca existiu essa vontade de ser famosa, atriz, apresentadora. A frase é mais famosa que a minha imagem. Eu fui mais falada do que vista, nem na propaganda eu estava. Todo mundo se lembra do meme. Se não tem essa ligação, passo despercebida.

—Luiza em entrevista ao UOL em 2017.
Em entrevista ao UOL em 2017, Luiza disse que, apesar de ganhar dinheiro com o sucesso, seu pai "administrou tudo". Ela conta que o sucesso ajudou o pai, que passava por uma "fase difícil na carreira". Após a veiculação do comercial, Luiza também aceitou trabalhos que tinham a ver com a origem do meme, citando, por exemplo, que fez trabalhos envolvendo viagens de intercâmbio e sites. Comentou, rindo: "Apareceu de tudo, desde participar de videoclipe de música sertaneja até ser garota propaganda de um açougue. O que eu tenho a ver com açougue?" Luiza ganhou pouco tempo mais tarde um curso em Londres, de uma escola de intercâmbio, ficando lá 40 dias com o irmão. Quando retornou, já com menos popularidade, foi aprovada no vestibular para odontologia. Nas férias de 2016, ficou por 20 dias no Canadá. Em 2017, quando a entrevista foi publicada, Luiza cursava o penúltimo semestre da faculdade.
Em julho de 2020, Luiza já estava formada e revelou que estava prestes a se casar: "Exerço minha profissão com muito amor. Estava com o casamento marcado para setembro, mas devido à pandemia [de COVID-19], eu e meu noivo tivemos que adiar". Em 31 de maio de 2021, Luiza anunciou que havia se casado com o empresário David Lira. Em seu Instagram, publicou: "Diante de Deus, permanecendo na fé! Te amo, marido!" Segundo notícia da época, Luiza tem seu próprio consultório de odontologia em João Pessoa e estava atuando na linha de frente contra a COVID-19 em razão da pandemia, fazendo testes em postos de saúde. Além disso, já estava vacinada contra a doença por ser profissional de saúde.

### Legado
"Luiza que está no Canadá" é considerado o primeiro meme do ano de 2012. Apareceu em listas de melhores memes do ano da Super e Techtudo, e apareceu retrospectivamente nas listas "25 memes que formaram o caráter da internet brasileira" do Tecmundo, "Dez memes que fizeram sucesso no início das redes sociais" do Techtudo, "10 vídeos do YouTube que se tornaram fenômenos nacionais" da GZH, e "webcelebridades nacionais que caíram no esquecimento" da O Povo. O meme é citado no livro Os 198 Maiores Memes Brasileiros que Você Respeita, de Kleyson Barbosa.